# Paul Lizandier

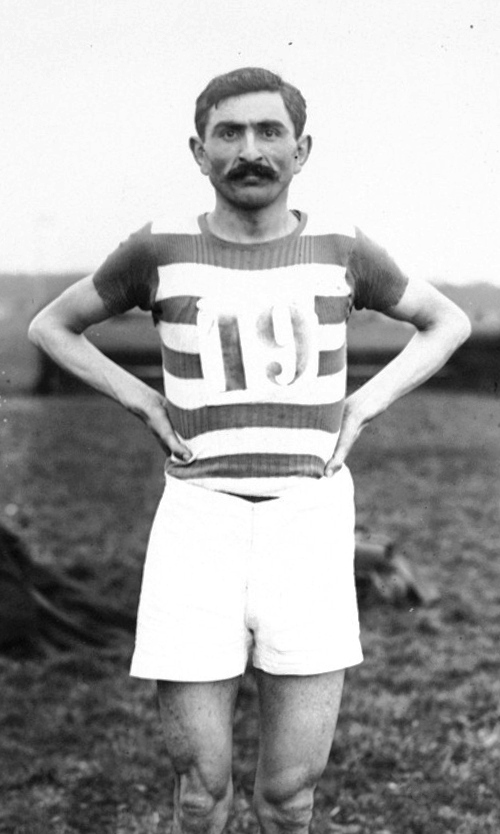
Paul Lizandier, 1912

Paul Lizandier (* 2. Dezember 1884; † Dezember 1937) war ein französischer Langstreckenläufer.
Bei den Olympischen Spielen 1908 in London schied er über fünf Meilen im Vorlauf aus. Im Drei-Meilen-Mannschaftsrennen belegte er den 13. Platz in der Einzelwertung und gewann mit seinen Teamkollegen Louis Bonniot de Fleurac (8.) und Joseph Dreher (11.) die Bronzemedaille.
1909 wurde er französischer Meister über 5000 m und im Hindernislauf, nachdem er im Jahr zuvor in beiden Disziplinen Vizemeister geworden war. 1911 wurde er erneut Vizemeister im Hindernislauf.
Paul Lizandier startete für den Métropolitain Club Colombes.